# Enoplognatha diversa
Enoplognatha diversa es una especie de araña araneomorfa del género Enoplognatha, familia Theridiidae. Fue descrita científicamente por Blackwall en 1859.
Habita en Madeira, islas Canarias (España) y desde Marruecos a Grecia.